# أياكس أمستردام موسم 1999–2000
كان موسم 1999–2000 هو الموسم الـ100 لنادي أياكس والموسم الـ44 على التوالي للنادي في الدوري الهولندي.